# Air Austral
Air Austral è la compagnia aerea di bandiera di Reunion, con base presso l'aeroporto di Roland Garros di Saint-Denis. Nel 2012 risultava l'undicesima compagnia aerea francese per traffico passeggeri con poco più di 1 milione di passeggeri trasportati.

## Storia

### 1974-1990: Réunion Air Services e Air Réunion
La società fu fondata nel dicembre 1974 dall'uomo d'affari locale Gérard Ethève come Réunion Air Service (RAS), la prima compagnia aerea dell'isola. Dopo i primi voli su base irregolare nel gennaio 1975, nell'agosto 1977 RAS inaugurava servizi regionali da Sainte-Marie a Mayotte con un Hawker Siddeley HS 748 da 32 posti. RAS mutava ome in Air Réunion nel dicembre 1986. Un Fokker 28 noleggiato migliorava la qualità dell'offerta.
Nell'ottobre 1990, Sematra, una società posseduta al 46% dai consigli locali dell'isola con le restanti azioni di proprietà di banche e altri partner privati, acquistò Air Réunion.

### 1990-2011: sviluppo come Air Austral
Nel novembre 1990, Air Réunion fu ribattezzata Air Austral. Due mesi dopo, la compagnia acquistò il suo primo Boeing 737-500. Un altro 737-300 venne acquisito nel 1994 e nel 1997 la compagnia prese possesso di un 737-300QC, che consentiva il traffico sia di passeggeri che di merci.

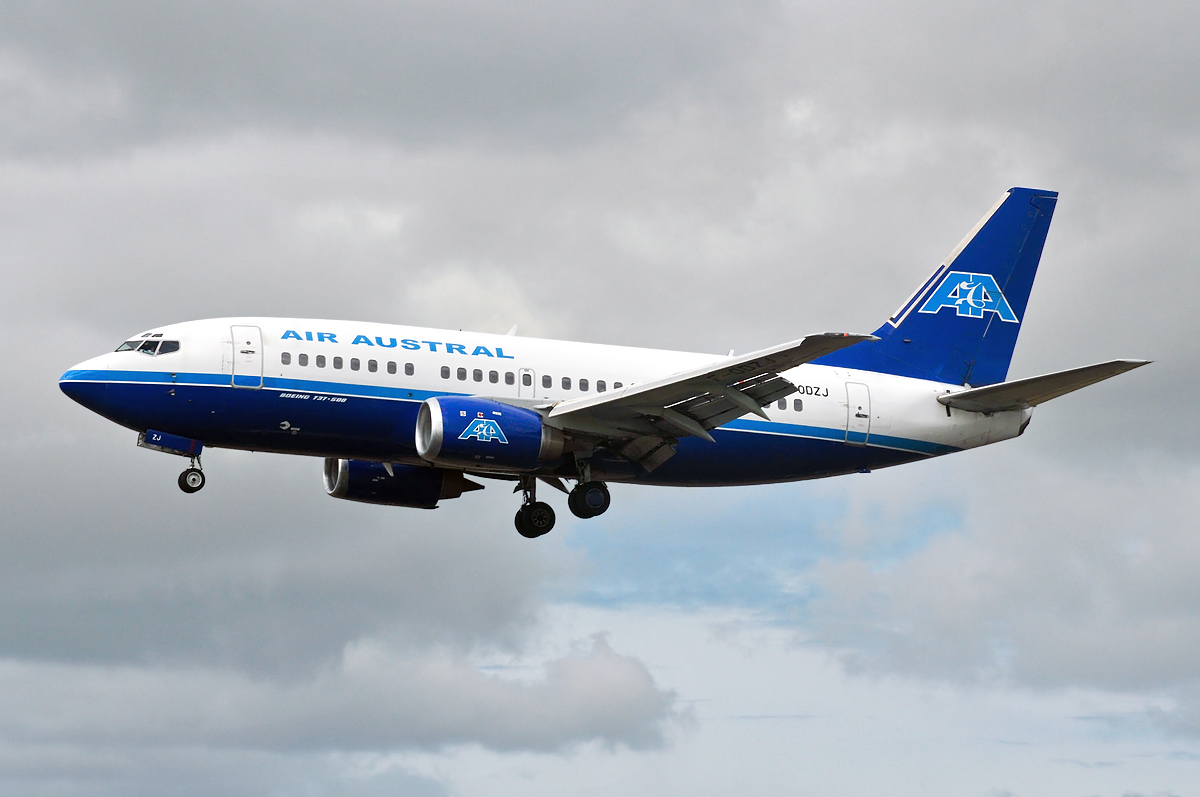
Il Boeing 737-500 fula prima macchina con prestazioni superiori

Nel 2000, la compagnia aerea prese in consegna un turboelica ATR 72-500 a corto raggio. A quel punto, Air Austral operava sia dall' aeroporto Roland Garros di Sainte-Marie che dall' aeroporto Pierrefonds di Saint-Pierre, con servizi di linea per Mayotte, Sudafrica (Johannesburg), Comore, Mauritius, Seychelles e quattro destinazioni in Madagascar (Antananarivo, Tamatave, Nosy Be, Majunga). Nel 2003, Air Austral lanciò il suo primo servizio a lungo raggio tra la Riunione e Parigi dopo l'acquisizione di due Boeing 777-200ER. Ai due Boeing 777 si aggiunse un terzo Boeing 777-200ER nel 2005. Venne quindi inaugurata una seconda rotta a lungo raggio dalla Riunione a Marsiglia e Lione.
Nel 2007 è stato avviato un terzo servizio a lungo raggio per Tolosa via Marsiglia. Nel 2008, la compagnia ha introdotto nuove divise per il personale e i membri dell'equipaggio, progettate da Balenciaga. Un secondo ATR 72-500 è stato aggiunto alla flotta, seguito da un terzo pochi mesi dopo. Nell'aprile 2009, Air Austral ha avviato un nuovo servizio per Sydney e la Nuova Caledonia, aprendo così una nuova rotta tra Parigi e Sydney via Réunion. La compagnia aerea ha anche acquisito due Boeing 777-300ER. A novembre, ha emesso un ordine fermo per due Airbus A380 di classe economica da 840 posti, con consegna nel 2014. Questi erano destinati ai voli Réunion-Parigi di Air Austral. Nel giugno 2010, la compagnia ha annunciato che avrebbe iniziato i voli di linea da Réunion a Bordeaux e Nantes a partire da febbraio 2011. Nell'agosto 2011, Air Austral ha ricevuto il suo primo Boeing 777-200LR.

### 2012-presente: difficoltà economiche e ripresa
Nell'aprile 2012, il fondatore e amministratore delegato Gérard Ethève è stato sostituito da Marie-Joseph Malé a seguito di difficoltà finanziarie causate da decisioni aziendali rischiose e aggravate dagli alti prezzi del carburante. Le rotte non redditizie per Nouméa, Sydney, Marsiglia, Bordeaux, Nantes, Tolosa e Lione sono state chiuse. Inoltre, Air Austral non è stata in grado di pagare per un nuovo 777-200LR in attesa di consegna e ha cercato di vendere l'aereo invece di acquisirlo. A seguito di questo sviluppo, Air Austral ha annunciato nel maggio 2012 che avrebbe rinviato o annullato il suo ordine per due Airbus A380.
Nel giugno 2013, Air Austral ha introdotto voli diretti per Chennai, in India, con i suoi nuovi Boeing 737-800.[10] Nel febbraio 2015, la società ha annunciato un ordine per due Boeing 787-8, da consegnare rispettivamente a maggio e ottobre 2016. Nel marzo 2015, ha anche annunciato il noleggio di altri 2 B777-300ER da Air Lease Corporation (ALC). Questi velivoli, consegnati alla fine del 2016, hanno sostituito i due modelli più vecchi dello stesso tipo allora operati da Air Austral.
Nel novembre 2015, la società ha venduto il suo Boeing 777-200LR al broker Atlas Aviation con sede in Florida, che è diventato l'aereo da crociera ultralusso "Crystal Skye". Air Austral ha annunciato contemporaneamente il noleggio, da novembre 2015 a maggio 2016, di un Boeing 737-300QC (QC per cambio rapido) da ASL Airlines France (ex Europe Airpost). L'aereo coinvolto era F-ODZZ, una versione convertibile del 737-300 (una cabina che può essere cambiata da passeggeri a merci) che era già stato in servizio Air Austral tra il 1997 e il 2005. È stato utilizzato fino alla consegna del primo dei due Boeing 787-8 ordinati dalla società nel maggio 2016.
Nell'ottobre 2017, Air Austral ha firmato un accordo di partnership strategica con Air Madagascar per diventare l'azionista di minoranza della compagnia, con una partecipazione del 49%. La mossa è stata fatta in parte per aiutare Air Madagascar a tornare alla redditività e facilitare collegamenti più forti all'interno del mercato regionale per le due compagnie aeree. Nel febbraio 2018, Air Austral ha rivelato la sua strategia di ristrutturazione per Air Madagascar fino al 2027, che comprendeva la stabilizzazione delle finanze della compagnia, il lancio di rotte strategiche e l'espansione della flotta. Nel luglio 2018, Kenya Airways ha firmato un memorandum d'intesa per unirsi alla partnership nel tentativo di rafforzare i collegamenti di Nairobi con Riunione e il Madagascar e per aprire anche le possibilità di code sharing tra i tre vettori. L'accordo è stato successivamente finalizzato dalle tre compagnie nel dicembre 2018. Tuttavia, nel novembre 2019, i rapporti hanno rivelato che la partnership tra Air Austral e Air Madagascar era a rischio di scioglimento dopo che Air Austral non aveva versato il suo secondo pagamento di 25 milioni di euro per la sua quota di partecipazione nella compagnia.
Nell'agosto 2018, Air Austral ha iniziato a noleggiare un Airbus A380 dalla compagnia aerea charter Hi Fly dopo aver messo a terra uno dei suoi Boeing 787 a causa delle ispezioni dei motori Rolls-Royce Trent 1000 dell'aereo. Nell'ottobre 2019, Air Austral ha annunciato che stava sviluppando i piani per rinnovare la sua flotta. Quel mese, la compagnia aerea ha firmato un accordo di acquisto per tre Airbus A220-300 che sostituiranno i suoi due Boeing 737-800 e ATR 72-500. La consegna dei tre Airbus A220 era inizialmente prevista tra novembre 2020 e il primo trimestre del 2021, ma è stata ritardata ed è avvenuta poi verso la fine del 2021. Secondo i progetti della compagnia, la flotta a lungo raggio sarà rinnovata a partire dal 2023.

## Flotta

### Flotta attuale

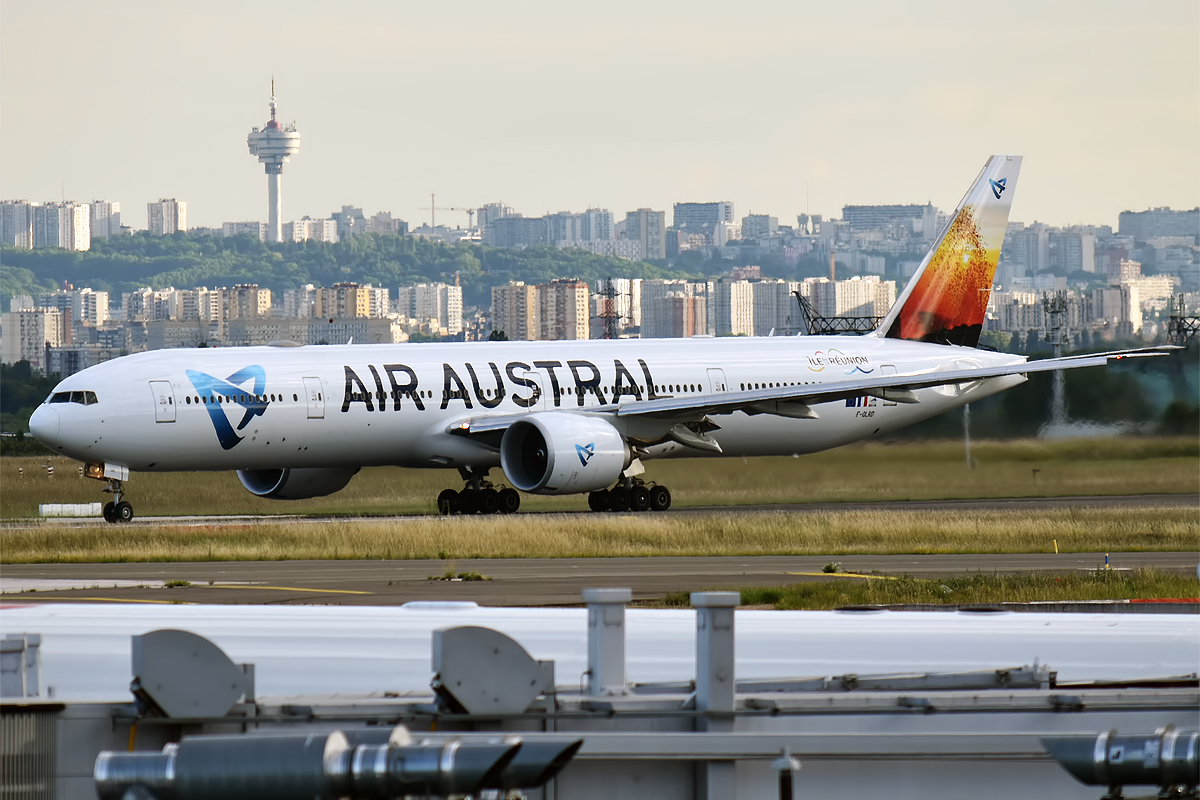
Un Boeing 777-300ER.

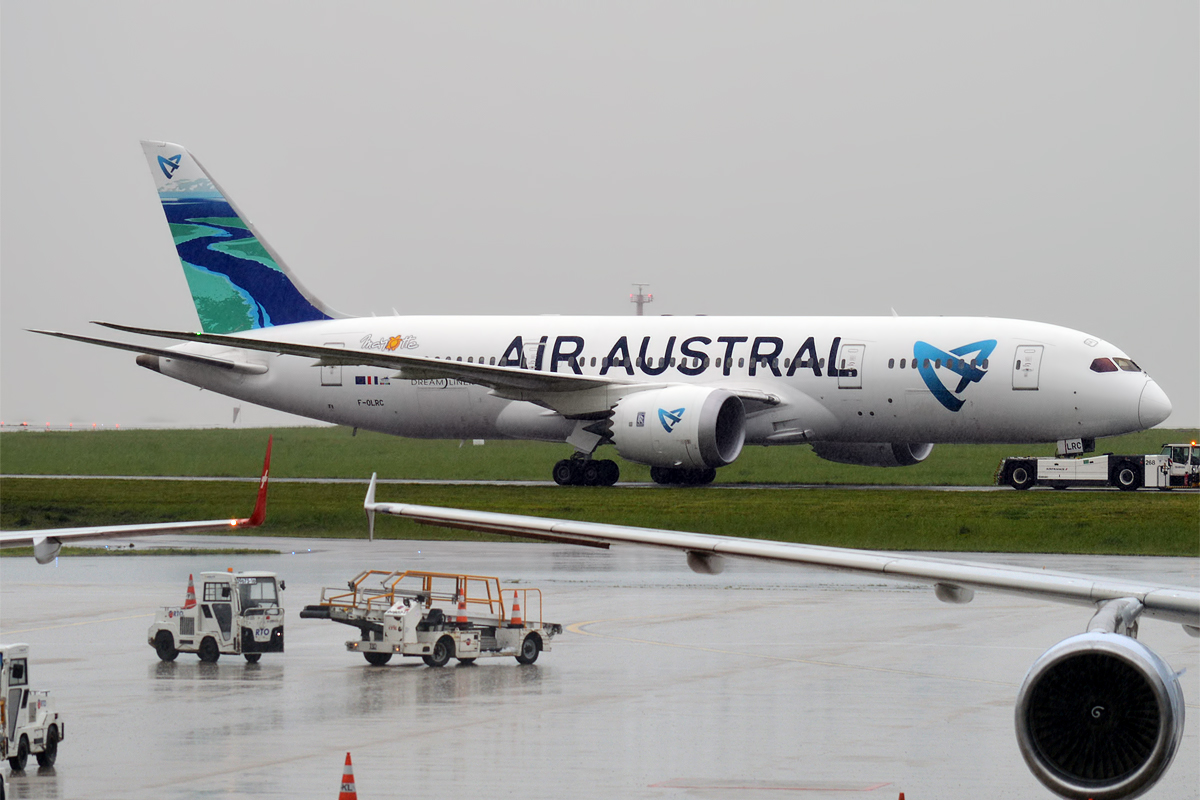
Un Boeing 787-8.

Ad agosto 2024 la flotta di Air Austral è così composta:

### Flotta storica
Air Austral operava in precedenza con i seguenti aeromobili: